# Scarlet Aura
Scarlet Aura es una banda rumana de heavy metal de Bucarest, Rumania. La banda se formó originalmente en 2014 bajo el nombre de AURA, pero más tarde, en 2015, cambiaron su nombre a Scarlet Aura. Desde su creación, la banda ha lanzado ocho álbumes de larga duración, un DVD en vivo y dos EPs.

## Historia
En octubre de 2013, Aura Danciulescu (voz) y Mihai "Myke D" Danciulescu (guitarra) abandonaron la banda de rock rumana Stillborn, con la que abrieron el show de Bon Jovi para 60,000 personas en 2011 en Bucarest, para formar su propio proyecto musical AURA. El primer álbum de estudio llamado "The Rock Chick" fue lanzado el 20 de marzo de 2014 en Universal Music Romania y contenía 10 canciones cantadas en rumano. El álbum presentaba una mezcla de rock alternativo, pop y heavy metal melódico. AURA ganó rápidamente una base de seguidores y en junio de 2014 ganó la selección nacional de "The Road to Kavarna"   para representar la música rock rumana en el Kavarna Rock Fest en Bulgaria. En julio, AURA ganó el primer lugar y el premio del público en la "Batalla de bandas del Mar Negro" en el Kavarna Rock Fest.
AURA estaba ganando cada vez más reconocimiento después del lanzamiento de su álbum The Rock Chick y fue invitada como acto de apertura en muchos conciertos de metal en Rumania. En diciembre de 2015, la banda anunció su nuevo nombre, Scarlet Aura, durante su show en Bulgaria, abriendo para Accept. La banda comenzó a trabajar en su segundo álbum, lanzándolo en 2016 bajo el título Falling Sky en la compañía discográfica Pure Rock Records.  Falling Sky se convirtió en el primer registro en inglés de Scarlet Aura, presentando un sonido mucho más pesado de rock y producido por Roy Z.  La banda comenzó a hacer giras internacionales con el álbum y se unió a Tarja Turunen en su "Shadow Shows Tour 2016" como acto de apoyo con nueve conciertos en Alemania, Austria y Suiza.
Durante la gira Falling Sky, continuó en 2017 y llevó a la banda de regreso a Alemania con sus primeros conciertos solistas. Durante el transcurso de la gira, Scarlet Aura se presentó en festivales en todo el este de Europa, incluyendo el Midalidare Rock Festival en Bulgaria en junio de 2017 junto a Doro y Gotthard.
Desde ahí, la historia de la banda continuó con una nueva administración y contratos de grabación: un nuevo acuerdo discográfico en junio de 2017 con la empresa finlandesa Outlanders Productions acercó al acto rumano y su música al oeste y norte de Europa, por lo que se lanzó el primer material de inmediato: el CD tributo Memories,  que presenta e interpreta 11 canciones clásicas de rock y metal en su propio estilo único, junto con el sencillo "The Beast Within Me", se lanzaron en septiembre de 2017. En la segunda mitad de 2017, la banda llevó su primera gira de 17 conciertos "The Beast Within Me" a Bulgaria, Rumania, Alemania, Eslovaquia e Italia. Finalizaron la gira de 2017 con el concierto de apertura en el ARENELE ROMANE en Bucarest para el concierto DIO RETURNS.
En febrero y marzo de 2018, la banda realizó una gira por Europa como acto de apertura para Rhapsody Reunion en su 20th Anniversary Farewell Tour durante 24 espectáculos presentando música de sus últimos álbumes Falling Sky y Memories . Esta gira fue respaldada por la Fundación Wacken.
En marzo de 2018 se anunció que Scarlet Aura se unirá a la banda brasileña de power metal Angra como invitados especiales para su gira por América del Norte con 31 fechas de apoyo a su cuarto álbum "Hot'n'Heavy". Scarlet Aura realizó una gira como cabezas de cartel en Europa en septiembre de 2018 (Ucrania, Rusia y los países bálticos) y 26 espectáculos de gira como cabezas de cartel en China en noviembre-diciembre de 2018, promocionando su álbum Hot'n'Heavy. Hot'n'Heavy fue lanzado digitalmente en septiembre de 2018 y físicamente (digipak y doble LP plegable) en marzo de 2019. El álbum marcó una nueva dirección para la banda, con fuertes influencias de symphonic y power metal a heavy metal, pero dentro de un sonido y visión únicos de Scarlet Aura. Con este álbum, la banda presentó un sonido pesado, y letras más oscuras y profundas sobre encontrar tu verdadero significado y cómo ser tú mismo, cómo atreverse a ser diferente y no tener miedo ya que nunca estarás solo a través de la música, el derecho a luchar por lo que crees y también por el amor, la amistad y la música.
Al mismo tiempo, también estableció un nuevo hito en la historia de las bandas de metal: comenzó la primera parte de una trilogía conceptual llamada "El Libro de Scarlet - The Book of Scarlet", que consta de 3 álbumes y libros de fantasía acompañantes. Los libros son escritos por Aura Danciulescu y combinan las letras de las canciones de los álbumes con la historia de "Scarlet" que, junto con el álbum, sumerge al público en el increíble mundo de Scarlet Aura. El primer libro de la trilogía que fue junto con "Hot'n'Heavy" fue "El Libro de Scarlet - Ignición". El álbum ha recibido una impresionante recepción por parte de la crítica, alcanzando numerosos 9.5/10 y 9/10 notas y como consecuencia, la banda ha sido mencionada en una serie de publicaciones en Legacy, Break Out, Orkus! y otras revistas.
En 2019, Scarlet Aura se centró principalmente en escribir nuevo material y en preparar su quinto álbum de estudio Stormbreaker, que fue lanzado el 27 de marzo de 2020, el segundo álbum de la trilogía. El primer sencillo "High In The Sky" fue lanzado en agosto de 2019 y reveló el estilo, el sonido y la dirección de la banda para el próximo álbum. Tanto el sencillo como el álbum fueron lanzados a través de Silver City Records, el sello discográfico propio de la banda. El segundo volumen de la trilogía "The Book of Scarlet - Scarlets United" está programado para ser publicado antes del fin de 2020.
En diciembre de 2019, se anunció que Scarlet Aura se uniría a Visions of Atlantis, Edenbridge y Leecher (como apertura) en 15 spectáculos europeos en abril de 2020 para apoyar el lanzamiento del álbum Stormbreaker . En febrero de 2020, la banda fue confirmada como invitada especial para la gira Primal Fear and Freedom Call en septiembre-octubre de 2020. La gira con Primal Fear se reprogramó para septiembre de 2021 y enero-febrero de 2022. Debido a problemas de salud, toda la gira fue cancelada por Primal Fear.
En julio de 2020, Scarlet Aura, en asociación con Silver City Records, anunció la firma del acuerdo global de distribución digital con Universal Music para el próximo álbum, programado para 2021.
Para conmemorar el quinto aniversario del álbum Falling Sky, Scarlet Aura regrabó, remezcló y readaptó las canciones, en una edición especial llamada Fallings Sky - 5th Anniversary, que fue lanzada el 16 de abril de 2021 por Universal Music & Silver City. Registros.
El 7 de mayo, se reveló el título y la fecha de lanzamiento del próximo álbum: Genesis of Time, que se lanzó el 10 de septiembre de 2021 a través de Universal Music y Silver City Records y se convirtió en la última entrega de The Book of Scarlet Trilogy. .
El 26 de noviembre de 2021, la banda lanzó su segundo sencillo navideño: una versión de heavy metal de "Rockin 'Around the Christmas Tree", continuando la tradición que establecieron en 2020 con una versión pesada de "Jingle Bell Rock". El mismo día, Scarlet Aura se unió a la agencia internacional de reservas "Nine Lives Entertainment".
En febrero de 2022, la banda anunció el nuevo lanzamiento: el álbum acústico doble "Under My Skin", (a la venta el 22 de abril de 2022 a través de Universal Music Romania / Silver City Records). El primer sencillo "Ya Svoboden / I Am Free" que hizo la banda "en un llamado universal por la paz y la unidad" fue lanzado el 28 de febrero de 2022. El día del lanzamiento del álbum, se presentó el segundo sencillo "Glimpse in the Mirror".
El 25 de octubre, Scarlet Aura presentó el nuevo show en vivo "Rock United by Scarlet Aura", en el que como invitados especiales aparecieron Doro y Ralf Scheepers de Primal Fear .
Manteniendo la tradición de los últimos años, en noviembre de 2022 se lanzó el tercer cover navideño en estilo metal "Feliz Navidad".
El 8 de febrero de 2023, la banda anunció el nuevo sencillo "Fire All Weapons" con Ralf Scheepers que se lanzará el 24 de febrero de 2023.
El 24 de marzo se lanzó el sencillo "Rock în sânge și voință", seguido por el lanzamiento del álbum homónimo el 5 de mayo. "Rock în sânge și voință" contó con 11 pistas, todas escritas íntegramente en rumano, mostrando las raíces musicales y el patrimonio cultural de la banda.
El 24 de noviembre, la banda lanzó su tradicional cover navideño de heavy metal, esta vez interpretando "All I Want for Christmas is You" de Mariah Carey.
En marzo de 2024, Scarlet Aura anunció su próximo álbum "Rock-Stravaganza" y lanzó el sencillo "Ochii Care Nu Se Văd", marcando un nuevo capítulo en su trayectoria musical.[38][39] El álbum "Rock-Stravaganza" fue lanzado oficialmente en junio de 2024, consolidando aún más su presencia en la escena del heavy metal.
A finales de 2024, Scarlet Aura anunció su "Rock Your Christmas Tour", una innovadora serie de conciertos que tendrá lugar en iglesias fortificadas y monumentos históricos en toda Rumania, incluyendo condados como Sibiu, Cluj, Brașov y Timiș. Esta gira pretende mezclar la energía del rock con el ambiente festivo de la temporada navideña, ofreciendo a la audiencia una experiencia única donde la tradición se encuentra con la modernidad.
La gira está programada para comenzar el 7 de diciembre de 2024 en la iglesia fortificada de Cincșor, en el condado de Brașov, e incluirá una presentación el 13 de diciembre de 2024 en el Museo Corneliu Miklosi en Timișoara. Estos conciertos están diseñados para transformar sitios históricos en santuarios de música, brindando una experiencia inmersiva que celebra tanto el patrimonio cultural como el rock contemporáneo. Al integrar villancicos navideños reinterpretados en su distintivo estilo rock, Scarlet Aura continúa expandiendo los límites de su género, creando experiencias memorables que resuenan con audiencias diversas.

## Miembros de la banda
- Aura Danciulescu – Voz principal
- Mihai "Myke D" Danciulescu - Guitarra principal y voz
- Rene Nistor - Bajo y voz
- Alex Paulista - Batería
- Dan Lica - Teclados

## Discografía
Álbumes de estudio
- 2014: The Rock Chick ( Universal Music Romania )[37]
- 2016: Falling Sky (Pure Rock Records)[38]
- 2017: Memories (Outlanders Productions)[39][40]
- 2021: Falling Sky – 5th Anniversary (Universal Music Romania / Silver City Records)
- The Book of Scarlet Trilogy: 
  - 2019: Hot'n'Heavy (Silver City Records)[41]
  - 2020: Stormbreaker (Silver City Records)
  - 2021: Genesis of Time (Universal Music Romania / Silver City Records)[42]
- 2022: Under My Skin (2CD) (Universal Music Romania / Silver City Records)

- 2023: Rock în Sânge și Voință (Universal Music Romania / Silver City Records)
- 2024: Rock-Stravaganza (Universal Music Romania / Silver City Records)

EP
- 2017: The Beast Within Me (Outlanders Productions)[43]
- 2019: High in the Sky (Silver City Records)

Live Álbum  (CD/DVD)
- 2018: Scarlet Aura - Live in concert (Outlanders Productions)[18]

Solteros de Navidad:
2020: Jingle Bell Rock ( Universal Music Romania / Silver City Records)
2021: Rockin' Around Christmas Tree ( Universal Music Romania / Silver City Records)
2022: Feliz Navidad ( Universal Music Romania / Silver City Records)
2023: All I Want for Christmas is You ( Universal Music Romania / Silver City Records)

## Libros
- The Book of Scarlet vol.I – Ignition (2018. Segunda edición: 2019). ISBN 978-3964439796. 170p
- The Book of Scarlet vol.II – Scarlets United (2021). ISBN 978-6060670247. 130 pags

## Premios
| Año  | Evento                       | Categoría                       | Resultado | Ganador |
| ---- | ---------------------------- | ------------------------------- | --------- | ------- |
| 2014 | Camino a Kavarna (Rumania)   | Final                           | Ganado    |         |
| 2014 | Kavarna Rock Fest (Bulgaria) | Mar Negro Batalla de las bandas | Ganado    | –       |

## Gráficos
"High In The Sky" alcanzó el primer lugar en las categorías "Metal" y "Rock" y el octavo lugar en "Todas las categorías" en las listas de iTunes de Rumania el 27 de mayo de 2020. 
"Stormbreaker" alcanzó su punto máximo como el álbum N1 en las categorías "Metal" y "Rock" y el segundo lugar en "Todas las categorías" en las listas de iTunes de Rumania el 27 de mayo de 2020. 